# Tetrapterys

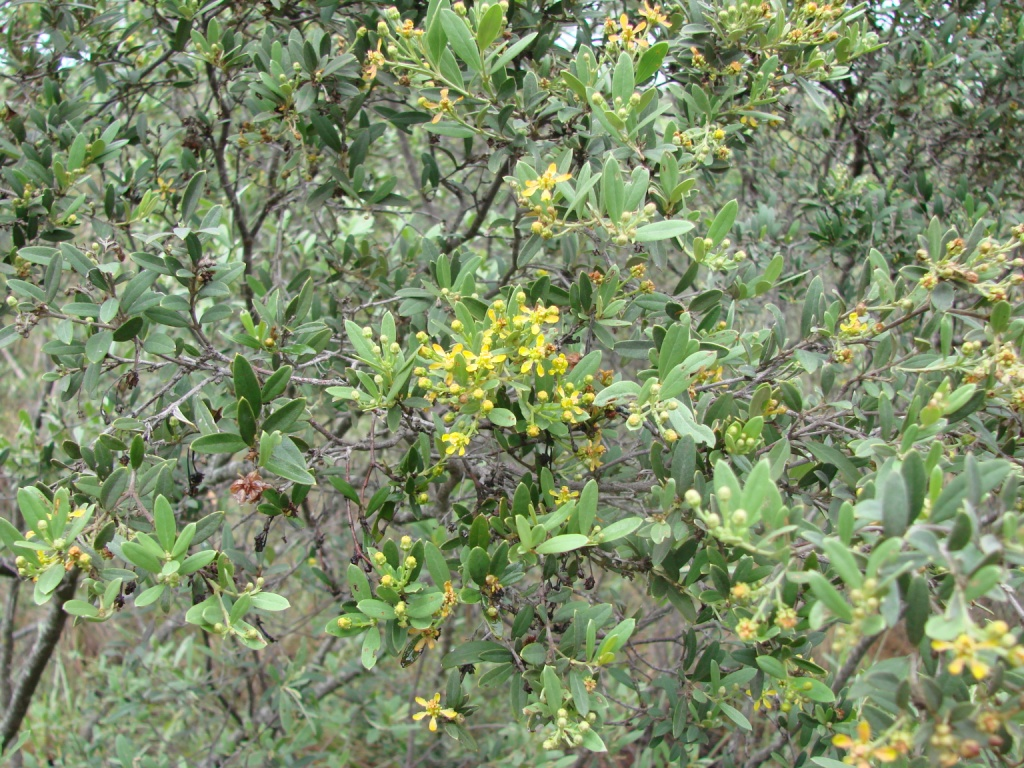
Tetrapterys microphylla

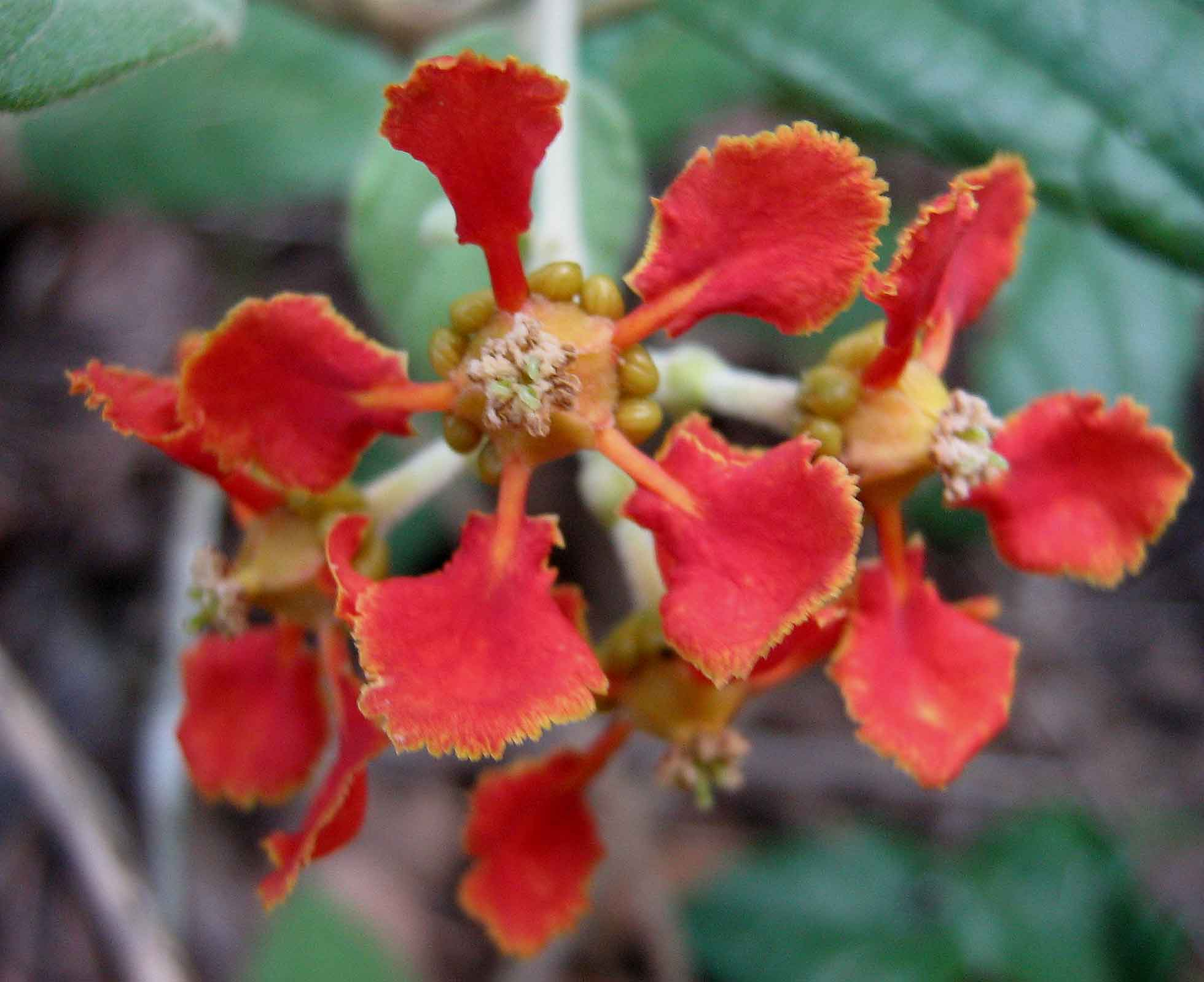
Tetrapterys phlomoides vörös ...

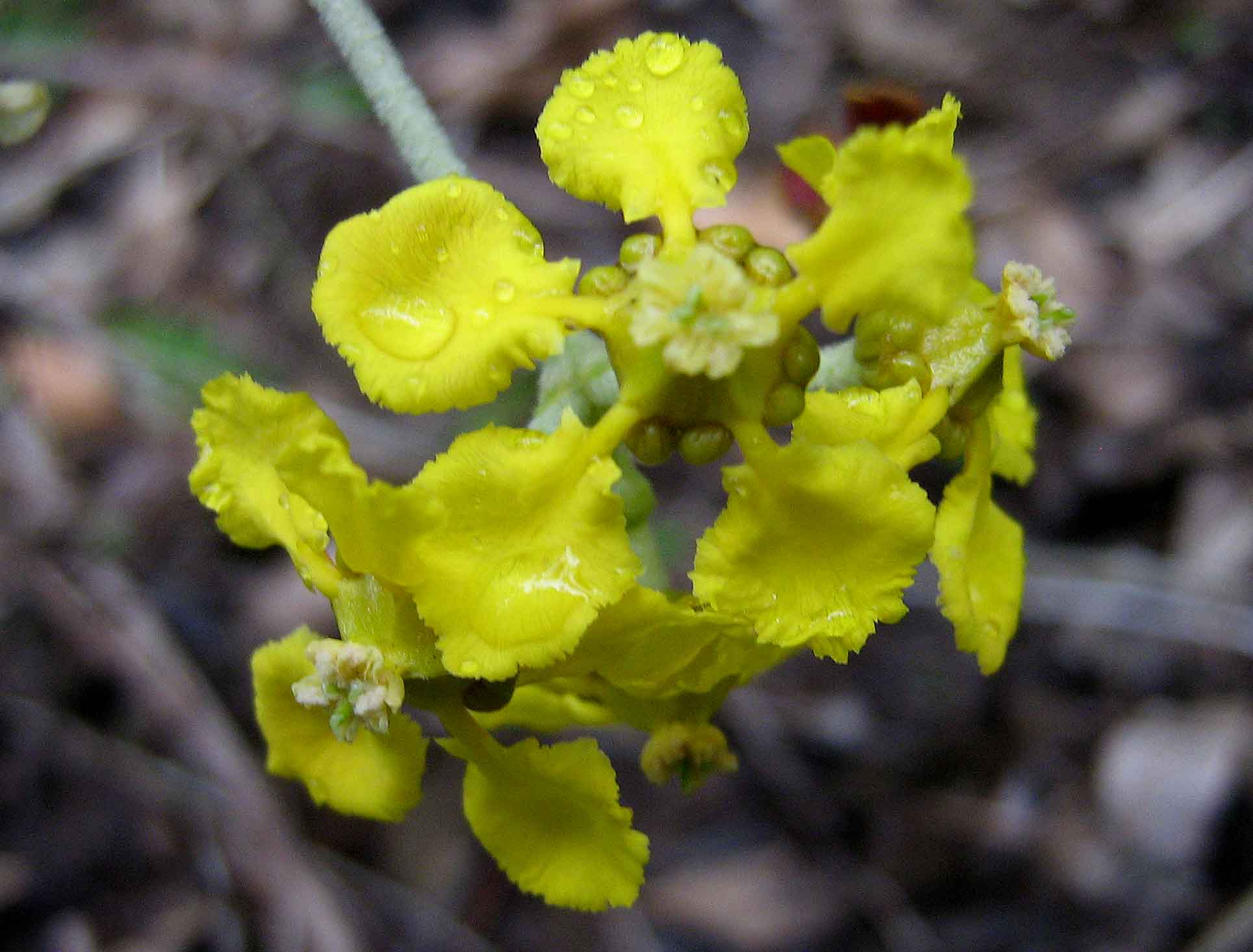
... és sárga színekben

A Tetrapterys a Malpighiales rendjébe és a malpighicserjefélék (Malpighiaceae) családjába tartozó nemzetség.

## Rendszerezés
A nemzetségbe az alábbi 66 faj tartozik:
- Tetrapterys acapulcensis Kunth
- Tetrapterys ambigua (A.Juss.) Nied.
- Tetrapterys anisoptera A. Juss.
- Tetrapterys anomala W.R. Anderson
- Tetrapterys arcana C.V.Morton
- Tetrapterys argentea Bertol.
- Tetrapterys aristeguietae W.R.Anderson
- Tetrapterys buxifolia Cav.
- Tetrapterys calophylla A. Juss.
- Tetrapterys cardiophylla Nied.
- Tetrapterys chamaecerasifolia A. Juss.
- Tetrapterys chloroptera Cuatrec.
- Tetrapterys citrifolia Pers.
- Tetrapterys complicata Miq.
- Tetrapterys cordifolia W.R.Anderson
- Tetrapterys crispa A.Juss.
- Tetrapterys crotonifolia A. Juss.
- Tetrapterys diptera Cuatrec.
- Tetrapterys discolor (G.Mey.) DC.
- Tetrapterys donnell-smithii Small
- Tetrapterys elliptica Rusby
- Tetrapterys fimbripetala A.Juss.
- Tetrapterys glabrifolia (Griseb.) Small
- Tetrapterys goudotiana Triana & Planch.
- Tetrapterys gracilis W.R.Anderson
- Tetrapterys hassleriana Nied.
- Tetrapterys heterophylla (Griseb.) W.R. Anderson
- Tetrapterys hirsutula Cuatrec. & Croat
- Tetrapterys humilis A. Juss.
- Tetrapterys inaequalis Cav. - típusfaj
- Tetrapterys jamesonii Turcz.
- Tetrapterys jussieuana Nied.
- Tetrapterys longibracteata A. Juss.
- Tetrapterys magnifolia Ruiz ex Griseb.
- Tetrapterys maranhamensis A.Juss.
- Tetrapterys megalantha W.R. Anderson
- Tetrapterys mexicana Hook. & Arn.
- Tetrapterys microphylla Nied.
- Tetrapterys mollis Griseb.
- Tetrapterys monteverdensis W.R. Anderson
- Tetrapterys mortonii (J.F. Macbr.) Cuatrec.
- Tetrapterys mucronata Cav.
- Tetrapterys natans W.R. Anderson
- Tetrapterys nelsonii Rose
- Tetrapterys nitida A. Juss.
- Tetrapterys oleifolia (Benth.) Griseb.
- Tetrapterys ovalifolia Griseb.
- Tetrapterys phlomoides (Spreng.) Nied.
- Tetrapterys pohliana Nied.
- Tetrapterys pusilla Steyerm.
- Tetrapterys racemulosa A. Juss.
- Tetrapterys ramiflora A. Juss.
- Tetrapterys rhodoptera Oliv.
- Tetrapterys rhodopteron Oliv.
- Tetrapterys schiedeana Schltdl. & Cham.
- Tetrapterys seemannii Triana & Planch.
- Tetrapterys seleriana Nied.
- Tetrapterys skutchii W.R. Anderson
- Tetrapterys stipulacea J.F. Macbr.
- Tetrapterys styloptera A.Juss.
- Tetrapterys subaptera Cuatrec.
- Tetrapterys tinifolia Triana & Planch.
- Tetrapterys turnerae A. Juss.
- Tetrapterys tysonii Cuatrec. & Croat
- Tetrapterys vacciniifolia A.Juss.
- Tetrapterys xylosteifolia A. Juss.